# Genrich Alexandrowitsch Tolstikow
Genrich Alexandrowitsch Tolstikow (russisch Генрих Александрович Толстиков; * 21. Januar 1933 im Rajon Kangurt (Oblast Kulob), Tadschikische Sozialistische Sowjetrepublik; † 25. April 2013 in Nowosibirsk) war ein russischer Chemiker und Hochschullehrer.

## Leben
Tolstikow studierte an der Kasachischen Staatlichen S.-M.-Kirow-Universität in Alma-Ata mit Abschluss 1957. 1969 wurde er Doktor der chemischen Wissenschaften und 1970 Professor. Tolstikows Arbeitsschwerpunkte waren Metallkomplex-Katalysatoren für Prozesse der Oligo- und Polymerisation ungesättigter Verbindungen, neue Methoden der organischen Synthese und die Synthese biologisch aktiver Verbindungen.
1977 wurde Tolstikow Direktor des Instituts für Chemie der Baschkirischen Filiale der Akademie der Wissenschaften der UdSSR (AN-SSSR) in Ufa (jetzt Institut für Organische Chemie des Wissenschaftszentrums Ufa der Russischen Akademie der Wissenschaften (RAN)). 1984 wurde er Vorsitzender des Präsidiums des Baschkirischen Wissenschaftszentrums in Ufa der Ural-Abteilung der AN-SSSR. 1981 wurde er Korrespondierendes Mitglied und 1987 Wirkliches Mitglied der AN-SSSR. 1885–1990 war er Abgeordneter im Obersten Sowjet der Baschkirischen Autonomen Sozialistischen Sowjetrepublik (BASSR). Er war Mitglied der KPdSU.
1993 wechselte Tolstikow zum Nowosibirsker N.-N.-Woroschzow-Institut für Organische Chemie der Sibirischen Abteilung der RAN. Er war Mitglied des Präsidiums der Sibirischen Abteilung der RAN, Vorsitzender des Wissenschaftlichen Rates des Programms Sibirien und Vorsitzender des Wissenschaftlichen Rates für Probleme des Baikalsees. Er war Mitherausgeber der Russian Chemical Reviews.
Tolstikows Sohn ist der Chemiker Alexander Genrichowitsch Tolstikow.

## Ehrungen, Preise
- Orden der Völkerfreundschaft
- Ehrenzeichen der Sowjetunion (1975)
- Verdienter Wissenschaftler der BASSR (1975)
- Staatspreis der UdSSR (1990)
- Demidow-Preis (1995)
- Orden der Ehre (1999)[5]
- A.-N.-Nesmejanow-Preis (1999 zusammen mit Gumer Jussupowitsch Ischmuratow und Alexander Wassiljewitsch Kutschin)
- Staatspreis der Russischen Föderation (2003)
- Verdienstorden für das Vaterland IV. Klasse (2009)[6]